# Dirk Scholl

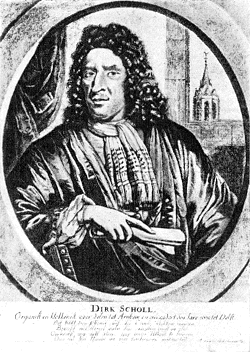
Portret van Dirk Scholl op 58-jarige leeftijd, door Thomas van der Wilt

Dirk Jansz. Scholl (Brielle, 1641-Delft, 21 maart 1727) was organist, beiaardier en componist.

## Levensbeschrijving
Dirk Jansz. Scholl was de zoon van Jan Dircxzn. Scholl, klokkenist te Brielle. Hij ging in 1665 in ondertrouw met Johanna van Noordt, die dochter was van Jacob van Noordt, organist van de Oude kerk te Amsterdam. Johanna stierf reeds in 1666. In 1678 hertrouwde Scholl te Den Haag met Jacoba van der Hek. 
Hij heeft zijn eerste opleiding genoten bij zijn vader. Van 1661-1665 was hij organist en klokkenist te Arnhem. Aldaar was hij lid van het Collegium musicum.
In 1665 verhuisde hij naar Delft, waar hij organist en klokkenist werd van de Nieuwe kerk. Ook was hij muziekmeester van het Fraterhuis aldaar.
Scholl was op muziekgebied betrekkelijk conservatief. Een vernieuwing, namelijk het toevoegen van een cis- en een dis-klok in het laagste register van carillons, zoals bepleit door Quirinus van Blankenburg, werd door hem bestreden. Ook nieuwe muziek, zoals die in zijn tijd onder meer door Corelli werd gecomponeerd en erg populair was, vond in zijn ogen geen waardering.
Op zijn grafschrift in Delft, waar hij vanaf 1665 organist en beiaardier was werd vermeld dat hij ruim twe meer als sestig iaaren bezielde 't klokke spel en 't Nieuwe Kerks Orgelwerk.

## Nagedachtenis
De bekende dichter Hubert Kornelisz. Poot maakte een lofdicht op Scholl.
Voorts zijn van Scholl enkele portretten bewaard gebleven, waaronder één in het Museum Prinsenhof te Delft. De identiteit van de daarop afgebeelde persoon wordt nader onderzocht.

## Muziekwerken
Scholl componeerde vooral kamermuziek. Tot zijn werken behoorden:
- Olypodigro, ofte mengelmoes
- Den spelenden kus-hemel, bestaande in een getal speelstucken zijnde met drie instrumenten en een grondtgeluyd (1669)
- Delfs-Engels, bestaande in verscheyde sonaten a. 3 instrumenten, 2 fiolen met een fiool digamba en een basso continuo (1671)
- Rouw- en liefde-tranen uitgestort over de dood van Maria Stuart (1695)
- Weergalm op het onderste gedeelte van de quintessence der nouvelles van 14 maart 1695 (1695)
- D'onnaspeurlijke naspeuring, bestaande in vraag, antwoord en toesang (1717)
- Troost in ouderdom ...een tegenzang voor de jonkheyd (1717)
- Koninglijke airs a 2, een hand-fiool, met een fiool di gamba, en een basso continuo
- Kermisweek bestaende in gigen, balletten en sarabanden voor een viool en een bas.
- Thalia's Lust Hoff (1676)

## Andere bekende telgen uit de familie
- Hubertus Cornelis Scholl, was de zoon van Dirk en begon als organist van de Waalse kerk te Delft. In 1727 volgde hij zijn vader op als organist van de Nieuwe Kerk en als klokkenist van de stad.
- Cornelis Jansz. Scholl, was de broer van Dirk en was eerst organist bij de Franse Kerk in Den Haag en vanaf 1684 organist van de Oude Kerk in Delft en tweede klokkenist op de Nieuwe Kerk in Delft.

## Externe bronnen
- Nieuw Nederlands Biografisch Woordenboek
- Recente studie
- Muziek van Scholl
- L.J. Meilink-Hoedemaker, Luidklokken en Speelklokken in Delft. Proefschrift Utrecht 1985